# Rîbți, Prîlukî
Rîbți (în ucraineană Рибці) este un sat în comuna Krasleanî din raionul Prîlukî, regiunea Cernihiv, Ucraina.

## Demografie
Componența lingvistică a localității Rîbți
     Ucraineană (100%)
Conform recensământului din 2001, toată populația localității Rîbți era vorbitoare de ucraineană (100%).